# Masahito Onoda
Masahito Onoda (小野田 将人 Onoda Masahito?), född 4 maj 1996 i Okayama prefektur, är en japansk fotbollsspelare.
Onoda började sin karriär 2015 i FC Imabari. Han spelade 79 ligamatcher för klubben. 2019 flyttade han till Shonan Bellmare. 2020 flyttade han till Montedio Yamagata.